# 2시의 음악여행
2시의 음악여행은 TBN 경인교통방송(인천, 경기 FM 100.5MHz, 서해5도 FM 105.5MHz)에서 주말 오후 2시부터 3시 55분까지 방송된 인천, 경기지역의 라디오 팝 음악 프로그램이다.

## 프로그램 소개
- 여유로운 주말 오후, 편하게 듣기 좋은 팝송과 가수들의 라이브! 실시간 교통정보로 안전하고 즐겁게 보낼수 있는 시간으로 채워드립니다~^^~

## 요일 코너

### 토요일
- 한낮의 라이브 : 통기타 가수들의 라이브 코너

### 일요일
- 우병헌의 랩소디 : 수필 등 좋은 글귀와 함께 일상을 생각해보는 시간